# Oktiabrski (oblast d'Oulianovsk)
Oktiabrski (Октя́брьский) est un bourg (commune urbaine de 1971 à 2009) de Russie) dans le raïon (arrondissement) de Tcherdakly de l'oblast d'Oulianovsk.
Oktiabrski abrite le campus de l'académie agricole d'État d'Oulianovsk (université agraire d'Oulianovsk, УлГАУ)

## Géographie
Oktiabrski se trouve à 21 km d'Oulianovsk et à 9 km de Tcherdakly. Mirny est à 3 km, Pervomaïski, à 6 km.

## Histoire
Le bourg est formé en 1929 comme la « ferme de Lénine » du kolkhoze « Élevage de bétail de Tcherdakly ». En 1930, il dépend du kolkhoze « Sacco et Vanzetti »,.
Pendant la Grande Guerre patriotique (à partir de 1942), le sovkhoze devient un lieu d'installation des populations d'origine allemande réprimées (Allemands de la Volga) enrôlées de force dans l'armée de Travail (1942-1946).
Une partie des habitants du village de Petrovka et de la ferme d'État d'Octobre est réinstallée en 1955 à Oktiabrski après que leurs lieux d'habitation ont été inondés pour former le réservoir de Kouïbychev. L'administration du sovkhoze d'Octobre est déménagée du village d'Arkhanguelskoïé, et le village reçoit donc le nom d'Oktiabrski.
En 1958, le premier soviet rural est formé au village d'Oktiabrski года на территории поселка Октябрьский образовался первый сельский совет.
En 1959, le sovkhoze est transféré à la juridiction de l'institut agricole d'Oulianovsk. Il est tourné vers une sélection optimale de céréales. Un nouveau complexe pour abriter l'institut agricole est construit à partir de 1965.

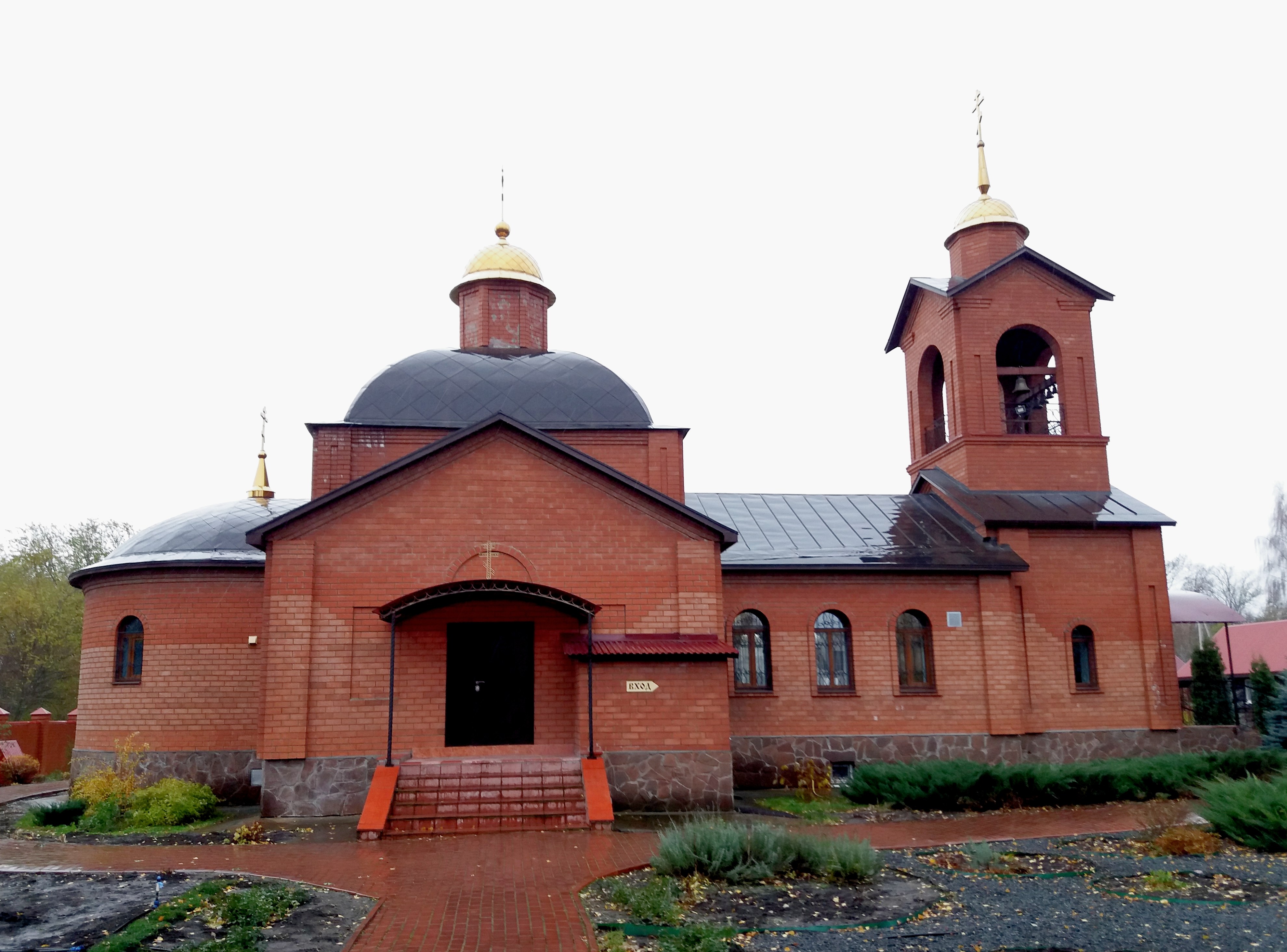
Église Sainte-Tatiana.

Le 2e plan quinquénal fait construire de nouveaux immeubles à quatre étages, des établissements culturels et éducatifs et de nouveaux bâtiments pour l'institut agricole. La plupart sont prêts pour le 58e anniversaire de la Révolution d'Octobre en 1975. Il y a une faculté d'agronomie, une faculté d'économie et de mécanique agricole. Des logements pour 1 800 étudiants sont également installés et trois immeubles pour les employés de l'université.
Une nouvelle école est construite en 1974 et un complexe sportif avec piscine en 1975. Un quatrième logement pour étudiants de 600 places est construit ainsi que les bâtiments pour les facultés de zoologie et de médecine vétérinaire.
Oktiabrski devient en 2005 le siège de l'établissement rural d'Oktiabrski.
Oktiabrski dispose d'une bibliothèque modèle.

## Population
- 1989: 5917 habitants
- 2002: 6278 habitants
- 2010: 5678 habitants
- 2021: 5035 habitants

## Lieux à voir
- Église Sainte-Tatiana[11].
- Statue de Piotr Stolypine (sculpteur: Zourab Tsereteli, 2012)[12],[13].
- Statue de Lénine.
- Allée de la Gloire avec monuments à la Gloire des Héros du Travail et à la Gloire des Héros de la Guerre.
- Musée d'histoire régionale du lycée agricole d'Oktiabrski[14],[15].
- Centre de la culture allemande[5].
- Square de la Victoire

Vestiges archéologiques:
- Kourgan d'Oktiabrski I 2-я пол. I, premier millénaire av. J.-C.;
- Kourgan d'Oktiabrski II 2-я пол. I, premier millénaire av. J.-C.;
- Kourgan d'Oktiabrski, premier millénaire av. J.-C.;
- Kourgan funéraire d'Oktiabrski I (7 sépultures) 2-я пол. I,premier millénaire av. J.-C.[16];
- Musée d'histoire régionale du lycée d'Oktiabrski[17],[18],[19].

## Galerie

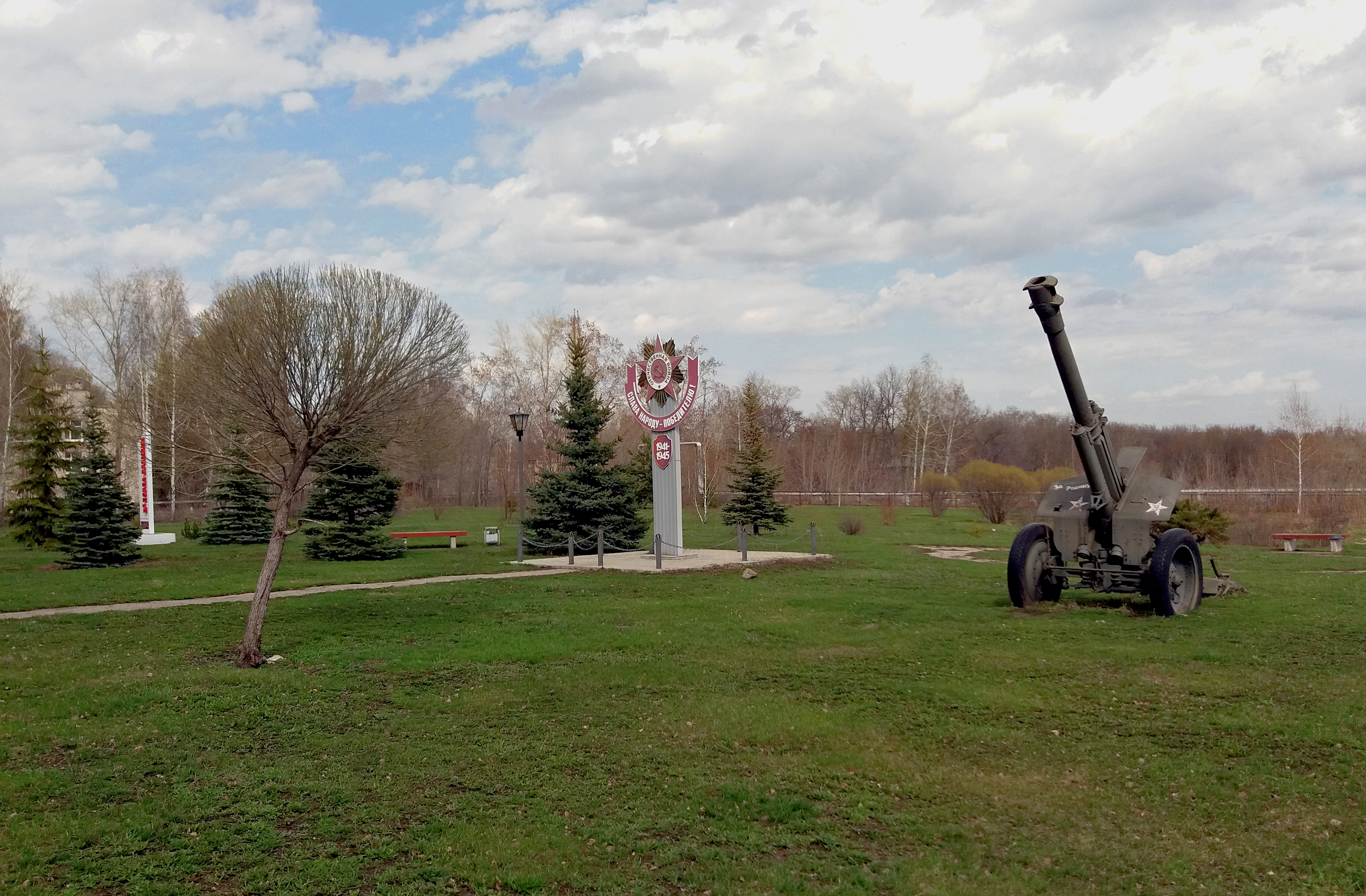
Square de la Victoire
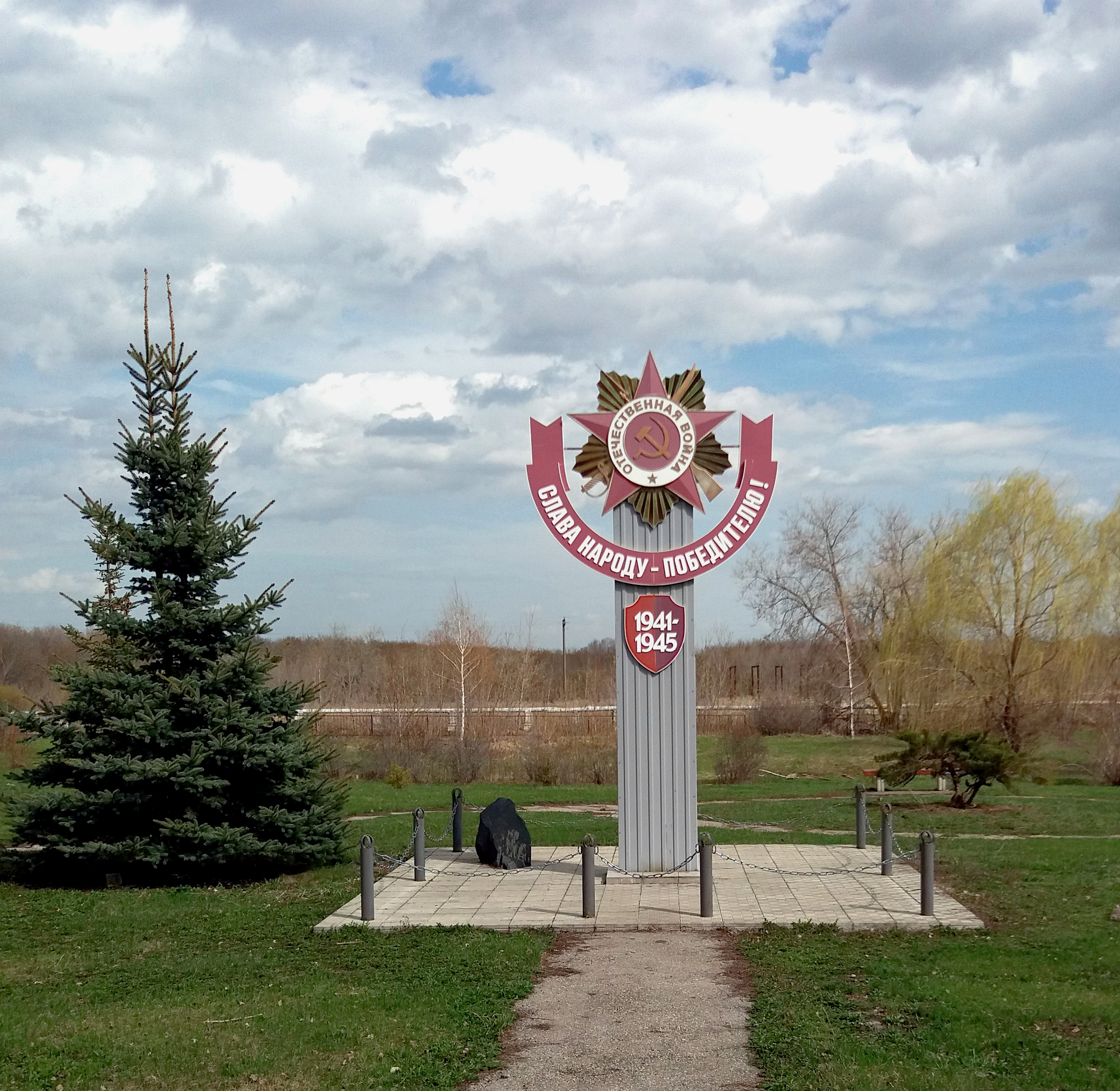
Stèle de la Victoire
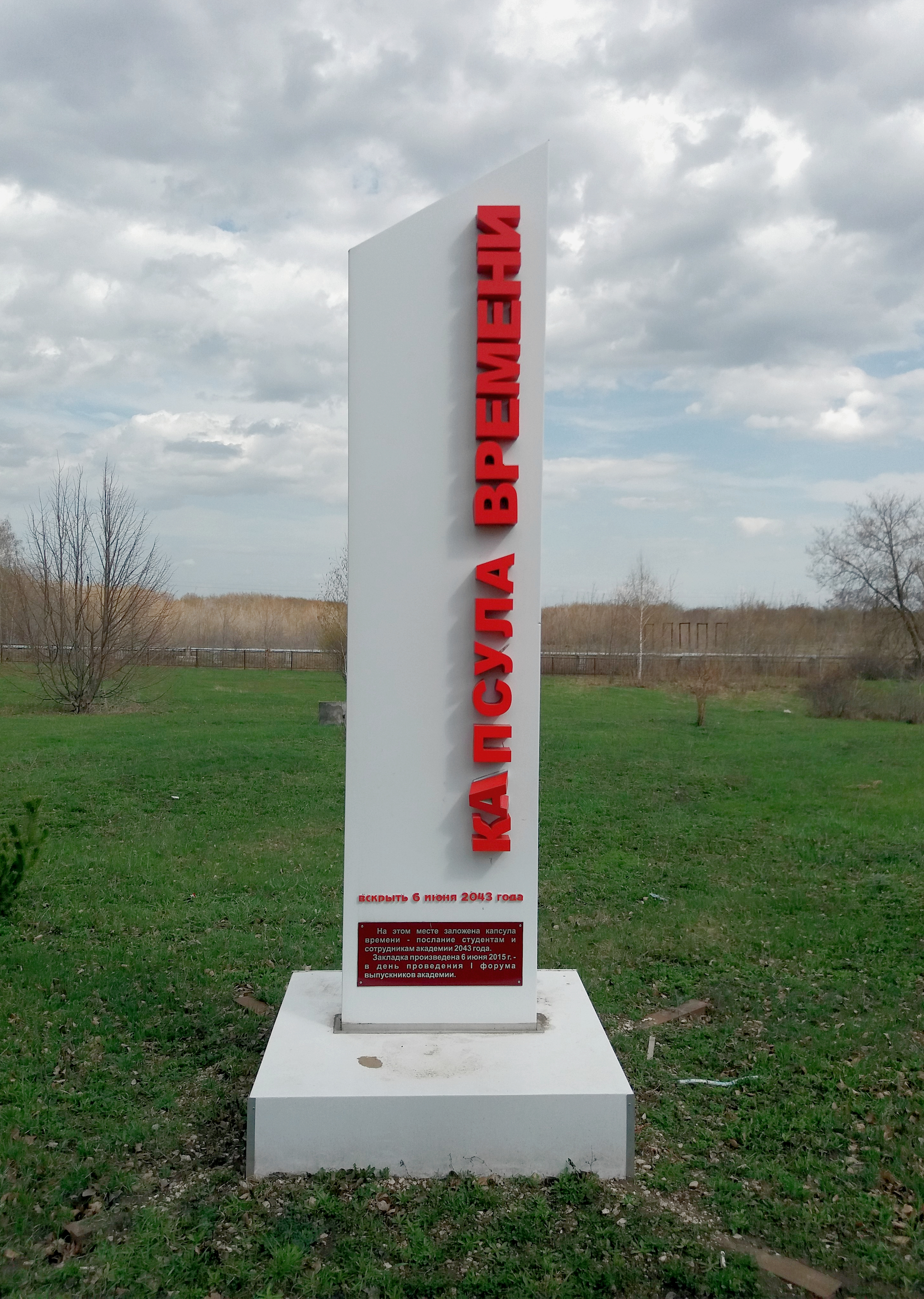
Stèle de la Capsule du Temps
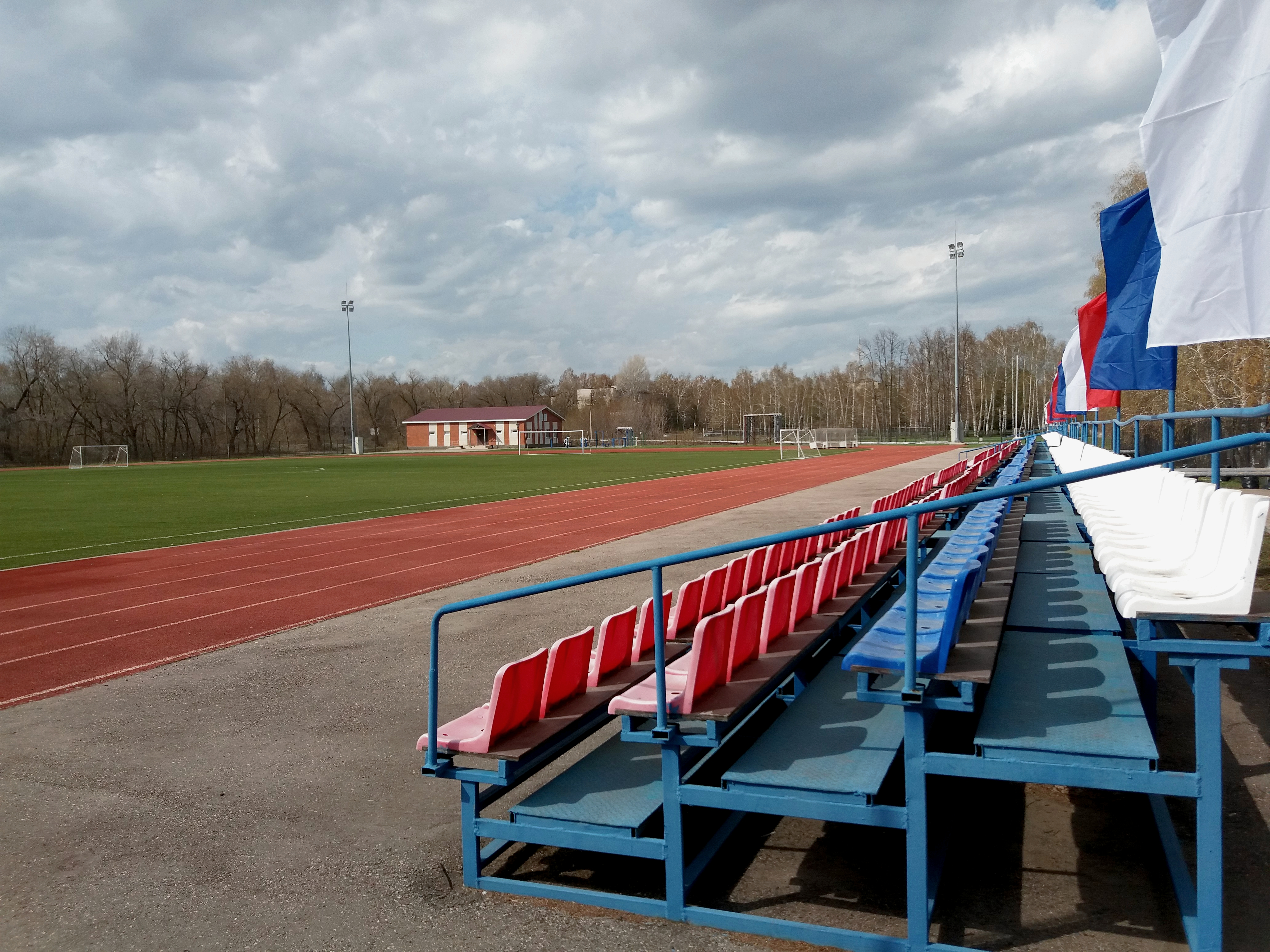
Stade Olympe-Agro
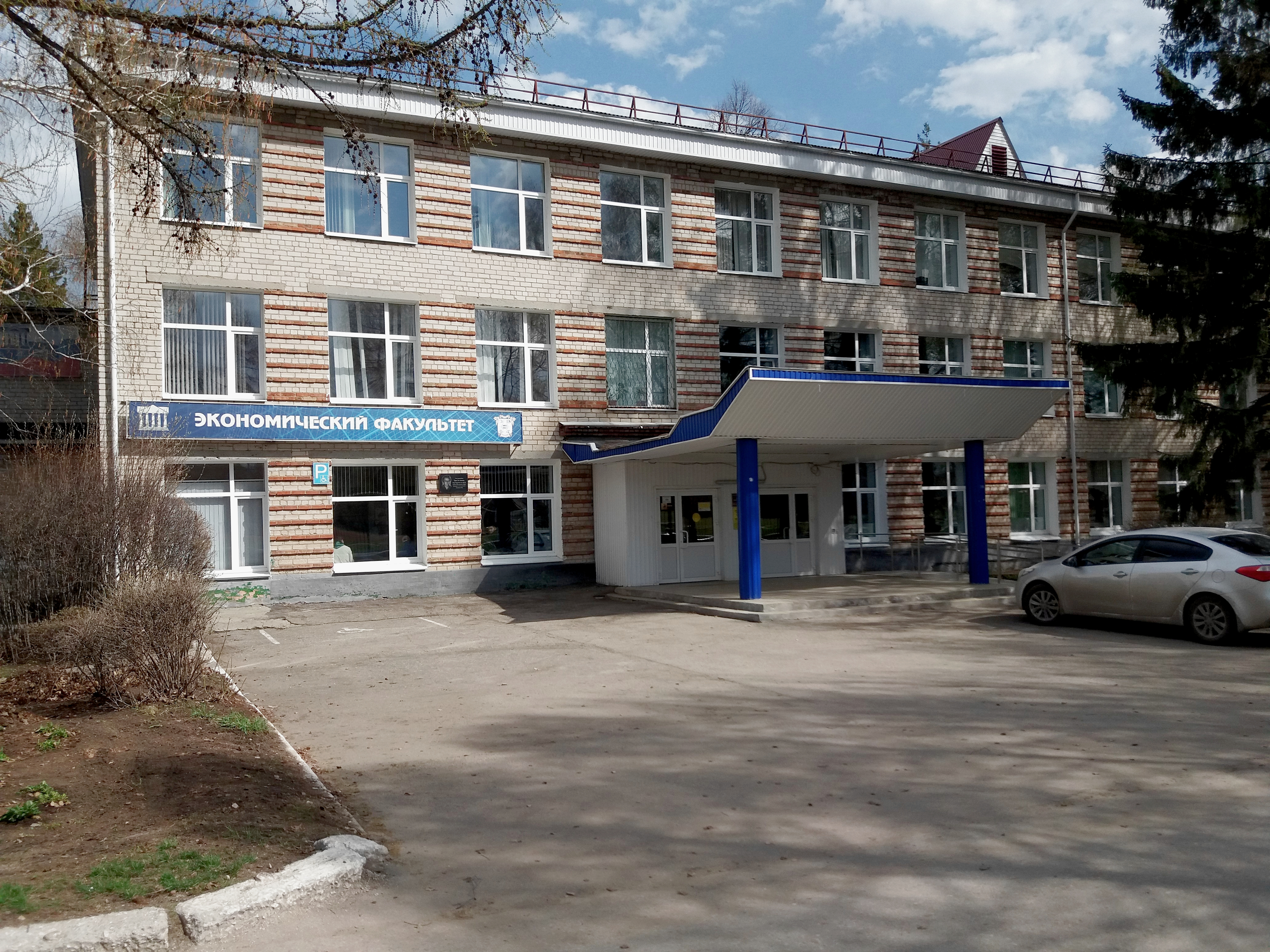
Faculté d'économie
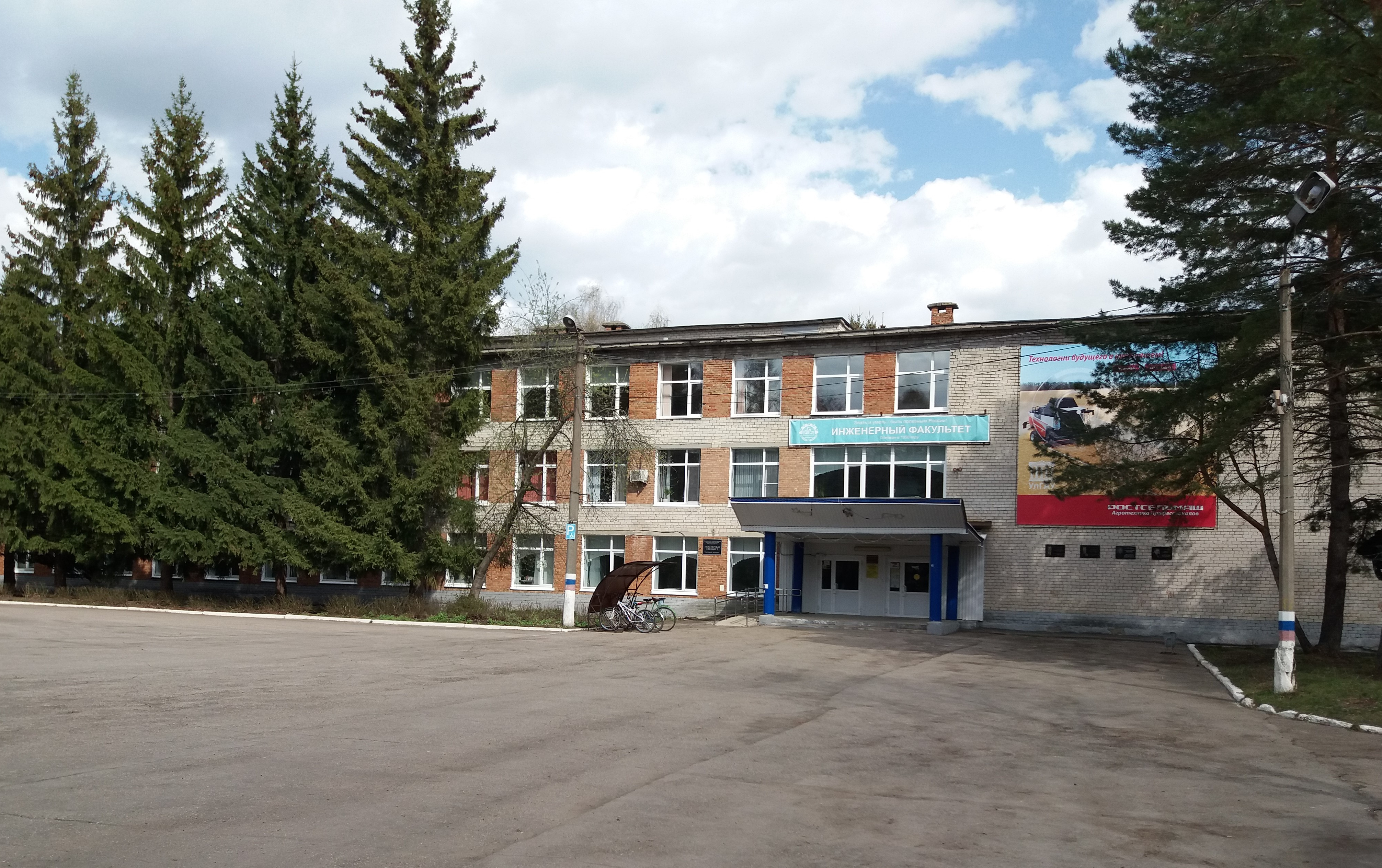
Faculté d'ingéniérie
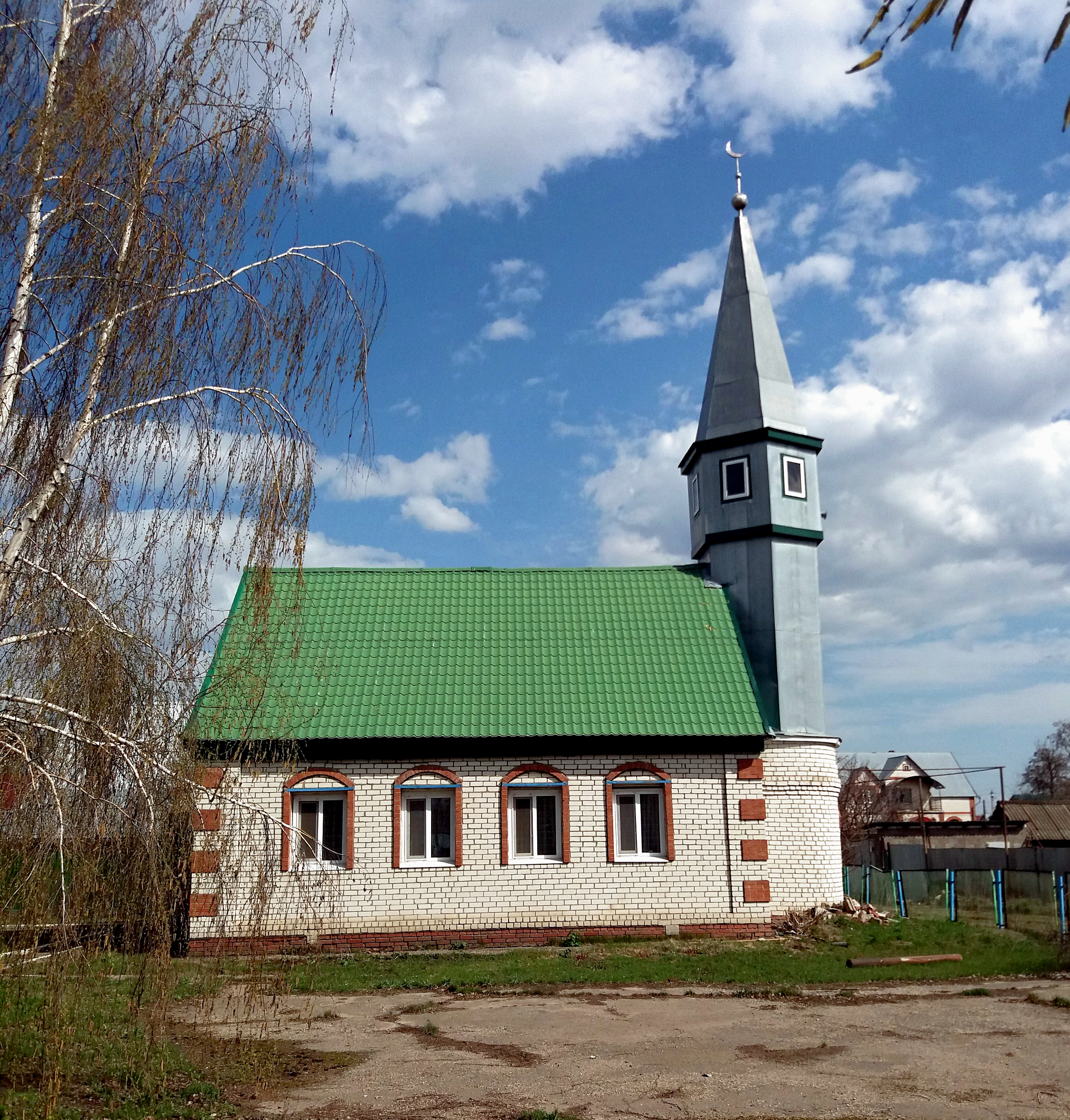
Mosquée d'Oktiabrski
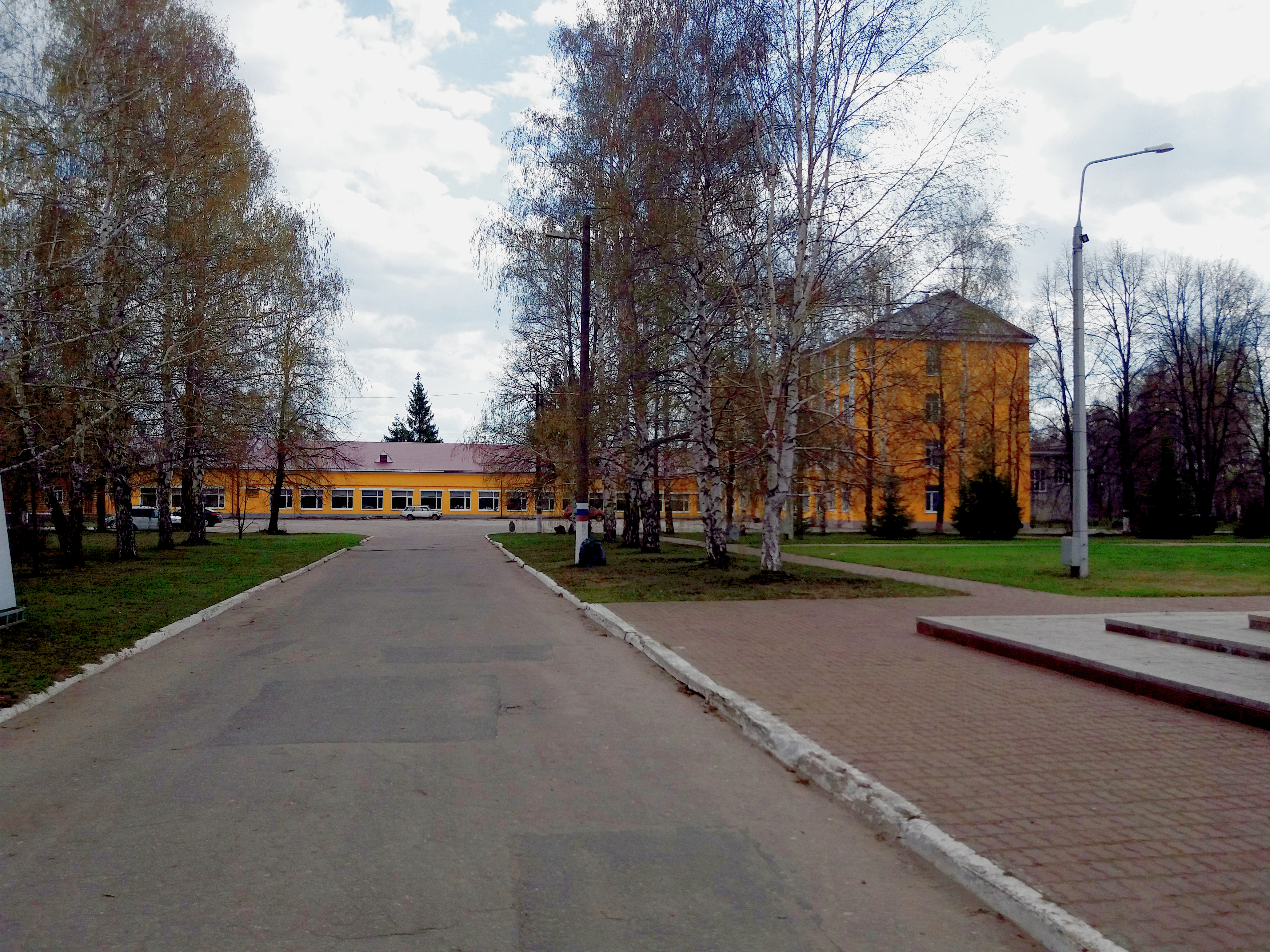
Bâtiment administratif de l'université agraire
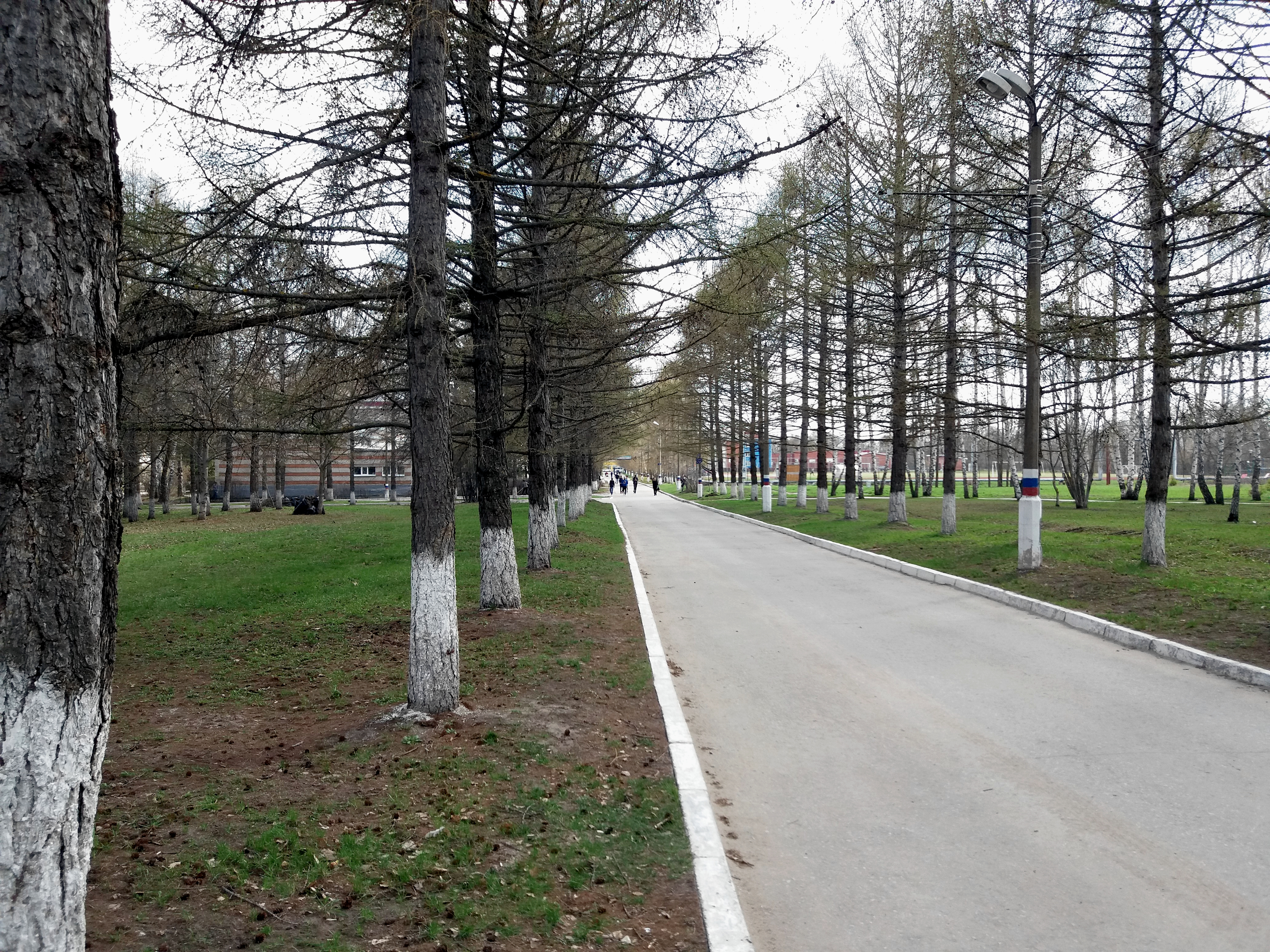
Rue des Étudiants
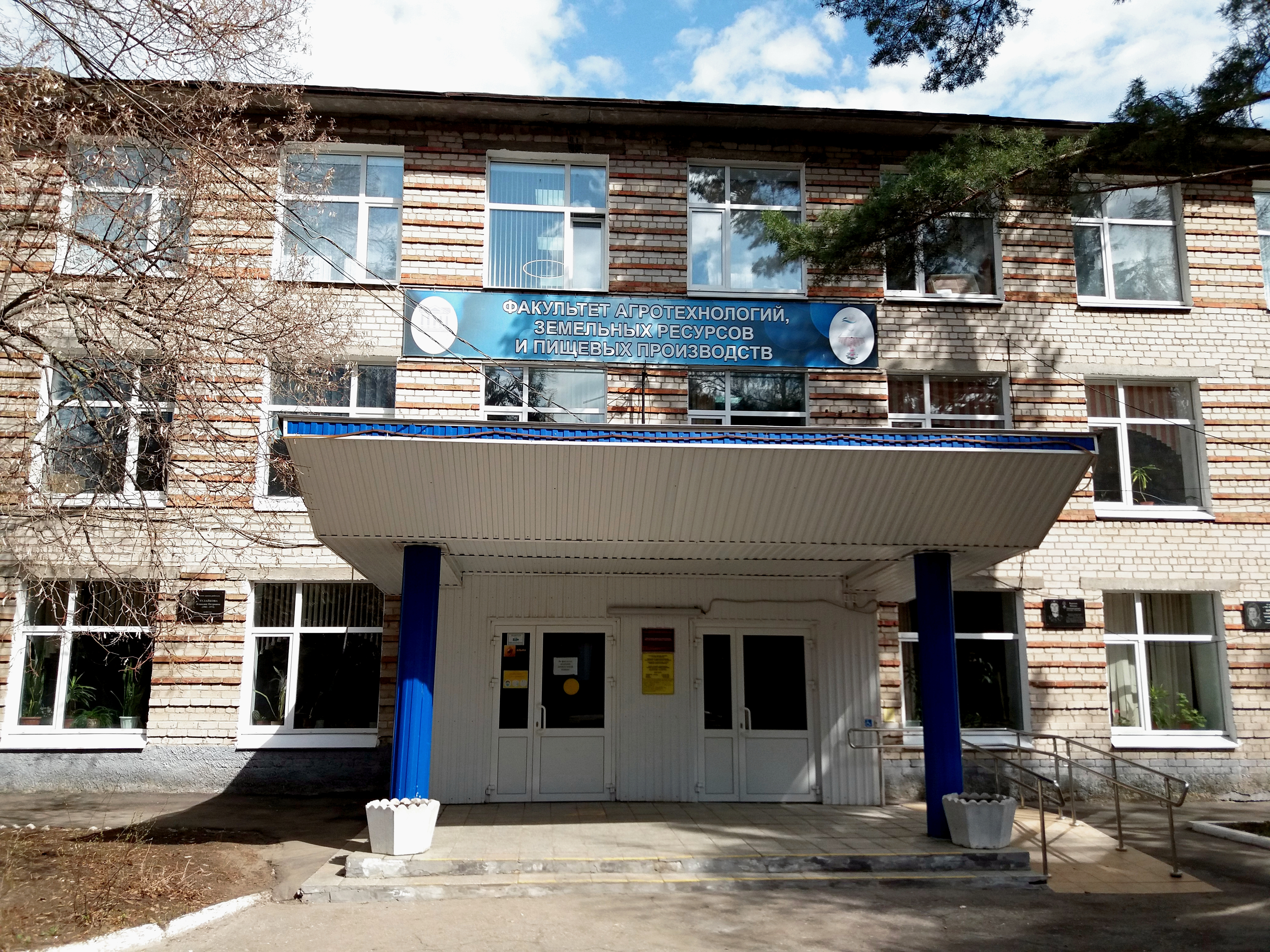
Faculté d'agrotechnologie
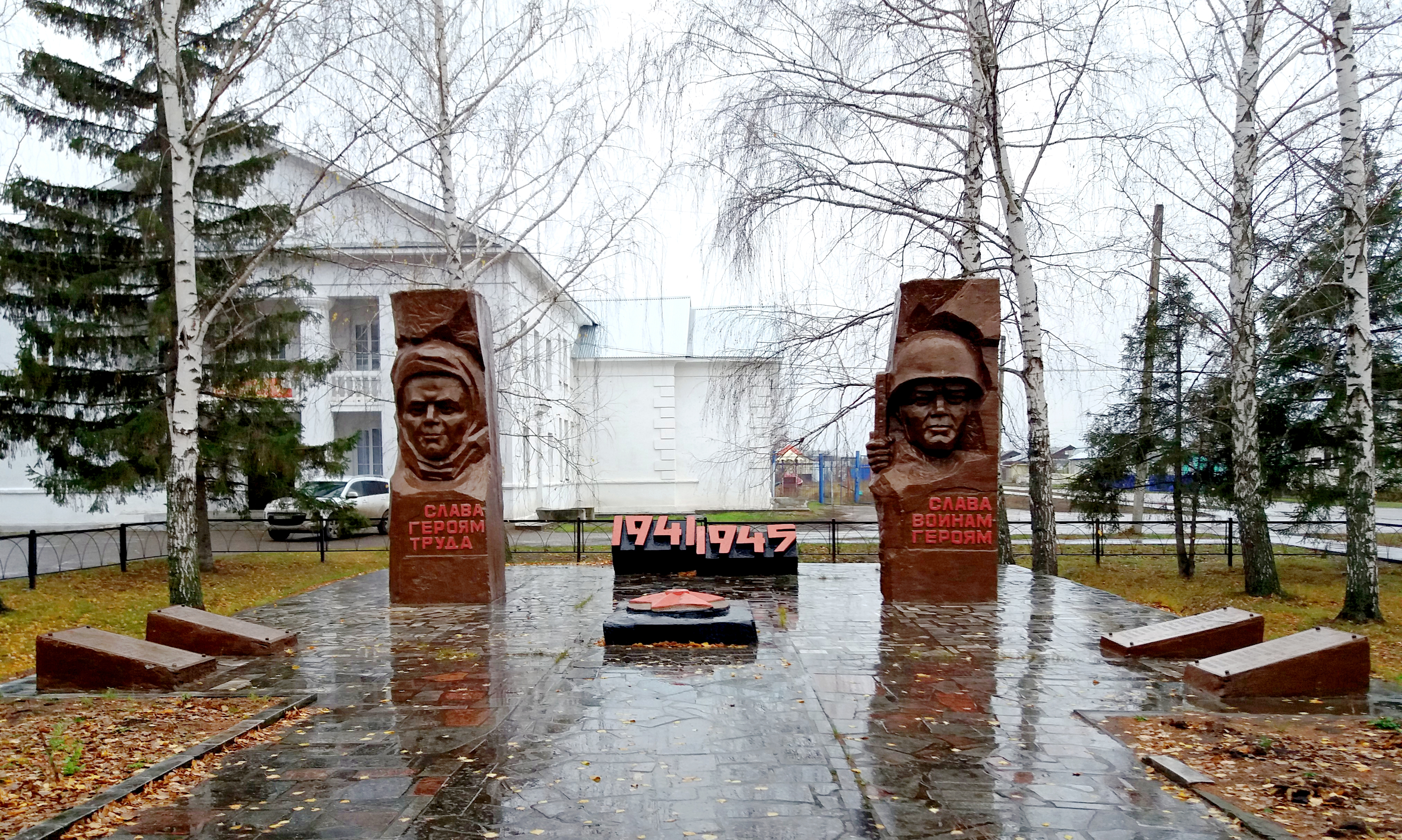
Allée de la Gloire.
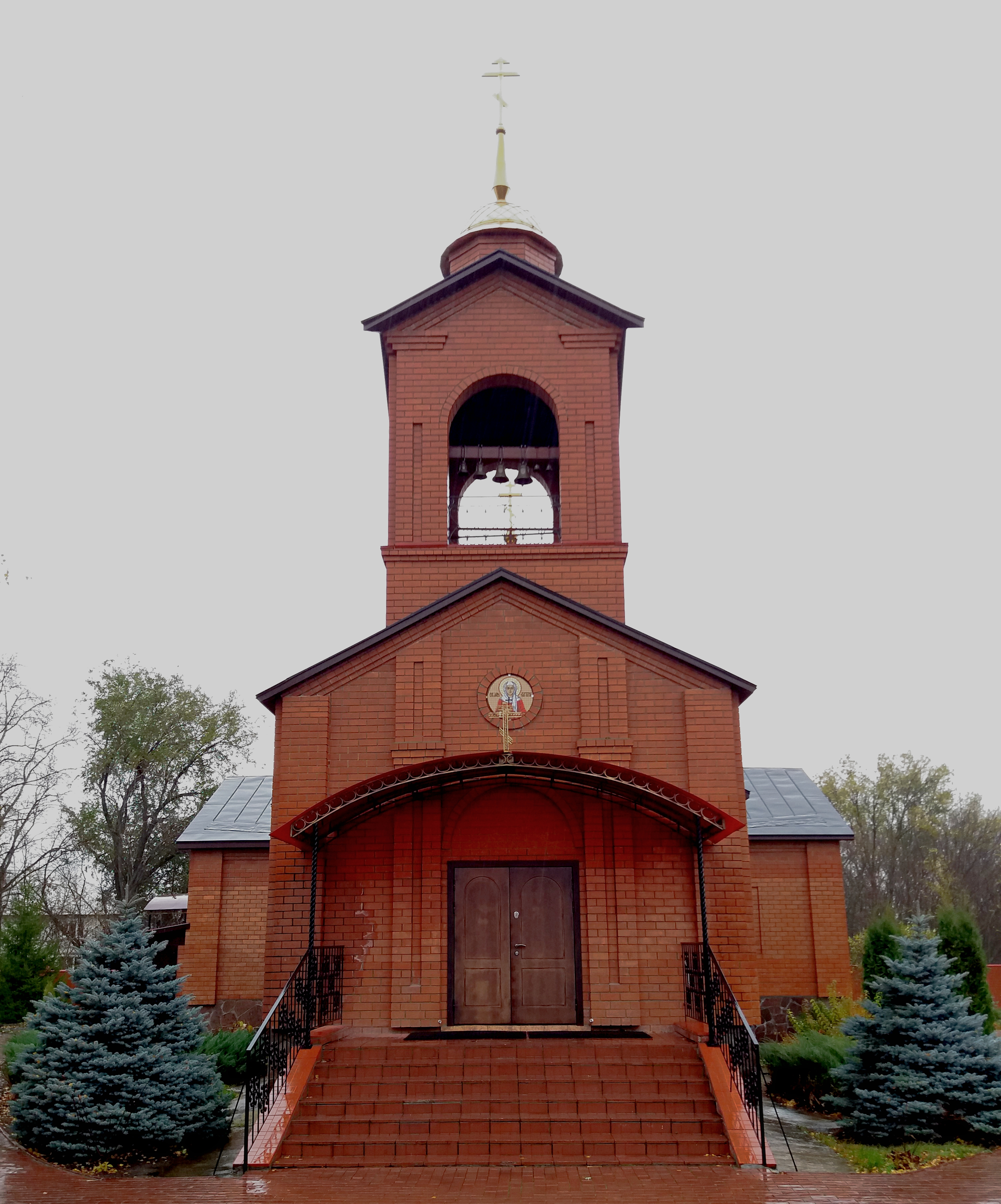
Église Sainte-Tatiana.
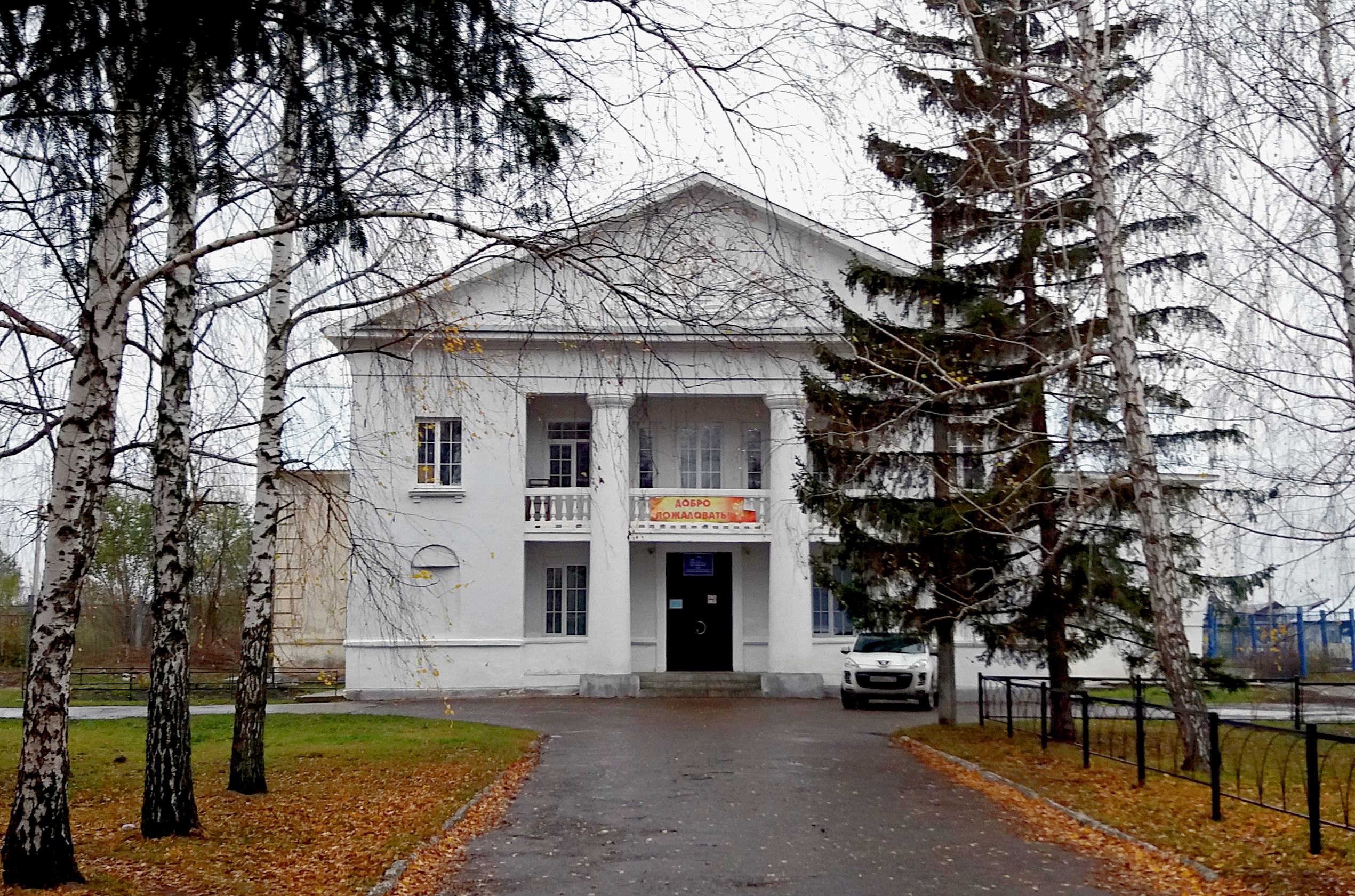
Maison de la culture.